# Joseph-Israël Tarte
Pour les articles homonymes, voir Tarte (homonymie).
Joseph-Israël Tarte, né le 11 janvier 1848 à Saint-Joseph-de-Lanoraie et mort le 18 décembre 1907 à Montréal, est un notaire, journaliste, homme d'affaires et homme politique canadien. Rédacteur en chef de plusieurs journaux, il les mit d'abord au service de l'ultramontanisme, avant de se retourner vers le libéralisme de Wilfrid Laurier.

## Biographie

### Jeunesse et études
Natif de Lanoraie dans la région de Lanaudière, il fit ses études au collège de l'Assomption avant d'être admis au notariat. Il effectue son stage auprès de Louis Archambeault.

### Journalisme
En 1872, il devient propriétaire du journal Les Laurentides et collaborateur à La Gazette de Joliette. Deux années plus tard, il achète le journal Le Canadien et s'associe à Louis-Georges Desjardins.
Pendant dix ans, de 1883 à 1893, il est rédacteur en chef de L'Événement, puis il est correspondant parlementaire pour L'Électeur.
Il achète le journal La Patrie en février 1897 où il place ses deux fils à la direction.

### Politique
En 1875, il se présente dans le district de Québec-Centre, mais sa candidature est retirée quelque temps avant le vote. En 1877, il est élu député conservateur dans Bonaventure ; il est réélu de nouveau l'année suivante. Organisateur électoral du Parti conservateur du Québec, il contribue à la victoire électorale de Joseph-Adolphe Chapleau en 1879. Il s'était lié brièvement au Parti national d'Honoré Mercier. En 1891, il se présente à nouveau, mais cette fois à titre d'indépendant, et il est élu dans Montmorency.
Le scandale McGreevy-Langevin qu'il a contribué à révéler et les différends politiques qu'il a avec Hector-Louis Langevin sur la question des écoles du Manitoba contribuent à rompre ses liens avec le Parti conservateur. Son gain électoral est annulé en 1892, mais il réussit tout de même à vaincre son adversaire conservateur dans L'Islet en 1893.
En 1896, Tarte est élu libéral dans Saint-Jean et Iberville et réélu dans Montréal—Sainte-Marie en 1900. Nommé au Conseil Privé, il devient le ministre des travaux publics de Wilfrid Laurier, position ministérielle qu'il gardera jusqu'en 1902.
En 1900, ses propos sur l'indépendance politique du Canada enflamment la presse écrite de la province de l'Ontario, province toujours attachée à sa mère-patrie la Grande-Bretagne.
Il redevient organisateur politique pour les conservateurs, puis quitte la vie politique en 1904. Il est mort à Montréal le 18 décembre 1907, âgé de près de soixante ans.

## Ouvrages publiés
- Le Clergé, ses droits, nos devoirs, 1880.
- L'Autonomie canadienne est notre sauvegarde, 1889.
- Procès Mercier, 1892.
- Les États-Unis au XXe siècle, 1904.